# Ljungblomvecklare
Ljungblomvecklare (Eupoecilia angustana) är en fjärilsart som först beskrevs av Jacob Hübner 1799.  Ljungblomvecklare ingår i släktet Eupoecilia, och familjen vecklare. Arten är reproducerande i Sverige.

## Bildgalleri

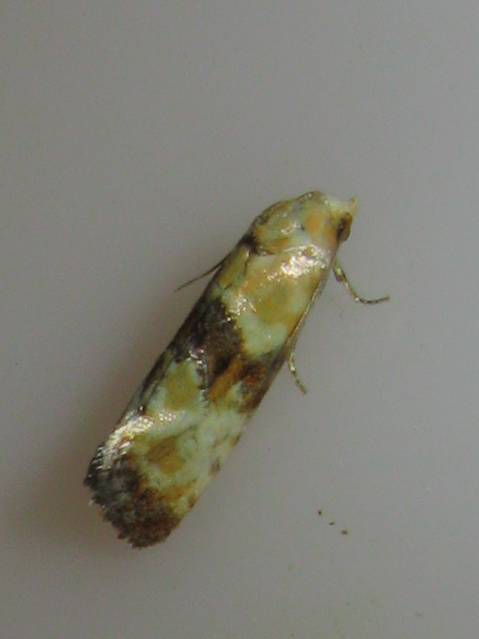